# Le Pré-Saint-Gervais
Le Pré-Saint-Gervais – miejscowość i gmina we Francji, w regionie Île-de-France, w departamencie Sekwana-Saint-Denis.
Według danych na rok 1999 gminę zamieszkiwały 16 377 osoby, a gęstość zaludnienia wynosiła 23 396 osób/km² (wśród 1287 gmin regionu Île-de-France Le Pré-Saint-Gervais plasuje się na 187. miejscu pod względem liczby ludności, natomiast pod względem powierzchni na miejscu 893.).